# El Carrizal
El Carrizal es un distrito del municipio de Chalatenango Sur en el Departamento de Chalatenango, El Salvador.
| Censo | Población | Cambio | Porcentaje |
| ----- | --------- | ------ | ---------- |
| 2007  | 2 464     | N/D    | N/D        |
| 2024  | 2 235     | -229   | -9.3%      |

## Política
Los partidos políticos que tienen representación en este municipio son Nuevas Ideas, FMLN, GANA y ARENA, siendo este último el que se mantuvo como la primera fuerza política en El Carrizal, hasta que la alcaldesa, Raquel Pineda, perdió la alcaldía en las elecciones del 2006. Desde el 2006 Tulio Ernesto Casco se ha mantenido como alcalde de El Carrizal, ganando las elecciones municipales en el 2006, 2009, 2012, 2015 y derrotando a los partidos de ARENA y GANA. En el tema de apoyo ciudadano en El Carrizal, GANA tiene una mínima aprobación, en las elecciones del 2015 obtuvo tan solo 2% de los votos, comparado con el FMLN que obtuvo 64% y ARENA con el 34%.

## Educación
Cada Cantón o Caserío cuenta con un Centro Escolar Educativo.
- El Carrizal - Centro Escolar El Carrizal, Kinder, Básica 1-9.
- Caserío El Camalote - Centro Escolar Caserío el Camalote. Kinder, 1-4.
- Vainillas - Complejo Educativo Cantón Vainillas, Kinder, Básica 1-9, Bachiller General 1-2. Este complejo es considerado uno de los más importantes en El Carrizal, ya que es el único centro escolar que cuenta con bachillerato. Este C.E cuenta con educación básica 1-9. También cuenta con 2 niveles de Bachillerato, donde estudian los alumnos de todo El Carrizal después de haber completado noveno grado. El grado académico bachiller fue agregado al centro escolar bajo un proyecto del actual Alcalde, Tulio Casco y en colaboración con la comunidad que construyó las instalaciones para bachillerato, saliendo la primera promoción de graduados a bachillerato general en el 2013.
- Cantón Potrerillos - Centro Escolar Cantón Potrerillos, Kinder, Básica 1-9.
- Caserío San Cristóbal - Centro Escolar Caserío San Cristóbal, Kinder, 1-4
- Canton Petapas - Centro Escolar Cantón Petapas, Kinder, Básica 1-9.

## Límites y localización
El distrito está ubicado en la parte norte del departamento de Chalatenango a 35 km de la cabecera departamental, la ciudad de Chalatenango y a 103 km de la capital San Salvador. Limita al norte, noroeste y este con la República de Honduras; al sureste con los municipios de Ojos de Agua y Las Vueltas, al oeste y noroeste con el municipio de La Laguna.
El Carrizal tiene una extensión territorial de 25,32 km², corresponde al 1,25% del área total del departamento de Chalatenango y se encuentra situado a una altitud de 650 m s. n. m.
Para su administración el municipio de divide en 4 cantones y 22 caseríos. Pero según el Plan Participativo de Desarrollo con Proyección Estratégica del Municipio El Carrizal, solo existen 18 caseríos.

## Cantones y Caseríos[3]
- Trinidad: Trinidad, Aldea Vieja, Callejones, Sitio Las Cañas, Sitio Vado Las Cañas, Sitio Viejo
- Petapa: Petapa, Petapita, Sitio Vado Olosingo, La Junta, Valle Los Santos, La Quesera,
- Potrerillos: Potrerillos, Los Planes, Teosinte, San Cristóbal, Crujillita, limoncillo.
- Vainillas: Vainillas, Plan de Abajo, El Limo, El Pucuyo, El Camalote, Santa Cruz.

## División político-administrativa
Muchos de los caseríos que aparecen en el cuadro no existieron o están despoblados; Tal es el caso el Sitio Vado Las Cañas, Sitios Las Cañas, del Cantón Trinidad, Crujillitas del Cantón Potrerillos no existe desde la guerra, El caserío Pucuyo tampoco existe después de la guerra y el Sitio Vado Olosingo que pertenece a Honduras. De igual forma hay nuevos asentamientos que no se identifican a un caserío de los antes mencionados, como es el caso de El Camalote-Brisas de la Paz o El Plan de Abajo, que no aparecen en el cuadro de la división y tampoco aparecen los barrios que conforman el casco urbano.

## Etimología e historia de cantones y caseríos
Todos los cantones y el casco urbano cuentan con Asociaciones de Desarrollo Comunal (ADESCOS), y todas están funcionando. Además, todas las escuelas rurales cuentan con ACE y la escuela de la zona urbana con CDE. También existen diferentes directivas y comités que administran los servicios de agua, actividades deportivas, religiosas y de apoyo a la salud.
El total de viviendas en el municipio es de 630, de las cuales 200 (32%) están construidas de material de bloque, ladrillo y cemento, 4.422 (67%( son de adobe, 8 de bahareque (1%). 
- Cantón Vainillas: se le llama así porque antes había en ese lugar plantas de vainilla
- Potrerillo: porque eran grandes terrenos usados para potreros cuyos dueños fueron los Galdamez y los Ortegas.
- Petapa: porque la santa patrona era Santa Marta de Petapa
- Petapita: valle de los Santos, es decir un caserillo compuesto por una familia extensa que se apellida Santos.
- Petapón: esta la iglesia y el centro del Cantón Petapa
- Junta: el lugar en el que se juntan el Río  Sumpul y el Río La Garza
- La Quesera: caserío de Petapa donde se hacían quesos, (en Honduras hay un lugar que le llaman la quesera de los Guardados en Olosingo)

En el 22 de abril de 1893, durante la administración del Presidente Carlos Ezeta, la Secretaría de Instrucción Pública y Beneficencia acordó el establecimiento de una escuela mixta en el valle de Vainilla, su dotación era 15 pesos mensuales.

## Religión
83% de la población de El Salvador se identifica como católica, y el otro 17% se identifica con otras religiones (CIA World Factbook).  Pero en los últimos años la popularidad de catolicismo ha sido rebajando (USBDHRL)   Hay bastante actividad de los protestantes, y El Salvador tiene una de las tasas más altas de protestantes en América Latina (Soltero y Saravia 2003:1). Sin duda la religión tiene un papel muy importante en la vida en muchas personas. Fiestas patronales y religiosas son muy importantes y celebradas en casi todos los municipios del país, y casi todos los cantones tienen su propio santo en cuyos honor celebran la fiesta patronal.

### Fiestas patronales
- El Carrizal: 4 al 8 de diciembre, fiesta patronal en honor a La Purísima Concepción de María.
- Petapa:13 de junio, fiesta patronal en honor a San Antonio.
- Caserío Petapita:13 de mayo, fiesta patronal en honor a la Virgen de Fátima
- Potrerillos: 6 de junio, fiesta patronal en honor al Sagrado Corazón de Jesús
- Caserío Los Planes: 27 de diciembre, fiesta patronal en honor a la Sagrada Familia
- Vainillas: el 4 de octubre, fiesta patronal en honor a San Francisco de Asís;	el 21 y 22 de noviembre, fiesta patronal en honor a San Cristóbal,
- Cantón Trinidad : 27 y 28 de mayo, fiesta patronal en honor a la Divina Trinidad

## Música y bailes
Antes solo se escuchaban rancheras y algunos boleros, entre los instrumentos que se utilizaban están: dulzaina, acordeón, tocadiscos, guitarra, bandolina, marimba, violín.  También había vitrolas y radiolas de cuerda. Además se hacían tambores, tamboritas y tamborones, con el tronco de árbol de aguacate y cuero de res, estos se hacían en Los Prados. Ahora esa música ya no se escucha. 
Entre los bailes se han logrado rastrear está el baile de “La Raspa”. 

## Producción Agrícola
Tradicionalmente se ha producido maíz (nacional, maíz capulín, maíz blanco y el liberal) y fríjol (de seda, milpero, colocho, mica, vara, miga).  En las milpas que tradicionalmente se hacían, se cosechaban los siguientes cultivos: fríjol milpero, chilipuca, tarros, tecomates, ayotes, pipianes, ejotes,  tomate, piñuelas, motates, lorocos, mora, chipile, pepino, siguanper, yuca, jicamas, camote, especias  (albahaca, jengibre) guisquil y chile.
En la actualidad solo quedan los restos de moliendas, estas han desaparecido pero la población se muestra interesada en que se vuelvan a producir todos lo derivados de la caña.
Los restos de obrajes se pueden encontrar en los siguientes lugares: en la quebradita de El Callejón, en el Sitio Viejo y en el Agua Zarca (Aldea Vieja), en Trufilas, las Vegas, la Santa Cruz (Hacienda Vieja). Otros lugares donde podemos encontrar obrajes es en Manzanilla, en el potrero de Don Martín Alvarenga. En la frontera con Honduras se encuentra el jiquilite en los cerros.
La gente solo cultiva para consumo propio pero cuando comercializa lo producido es de forma netamente mercantilista y utilizan intermediarios para hacerlo. A veces se vende una parte de lo producido para comprar los insumos para la nueva producción. 
Algunos de los insumos son químicos y los compran, otros ellos mismos los preparan, ya que algunos grupos de personas recibieron capacitaciones de la Diócesis, para elaborar insumos orgánicos. 

### Gastronomía
La comida tradicional incluye frijoles, tortillas, carnes de animales domésticos, sopas, dulces, y semillas.  Otros platos tradicionales incluyen: 
- En la época de “elotes”• se hace todo tipo de comida: atole, riguas, tamales.
- Montucas que son tamales de elote pero con relleno de carne y verduras.
- Frijoles con sopa, recién cocidos, con mango verde picado, se le agrega chile y alhuashte, y tortilla migada caliente.
- También se hacen potocos, que son una especie de bolas de masa con carne que se meten en los frijoles cuando estos se están cocinando.
- Tamales pisques que se preparaban para “ir a las cortas” cuando salían a la cosecha de café. El maíz pisque se cocina con ceniza y más tiempo, a la masa se le pone manteca.
- Pupusas de fríjol con orégano.
- Cuando se va al río Sumpul a pescar, se hacen pupusas de pescado sus ingredientes son: la masa de maíz, ajo, cebolla, sal, tomate, hierba buena y jengibre.
- Los Cayancos, se hacen de Chimbolas tiernas envueltas en tusa con manteca y se pone en la ceniza caliente o el rescoldo de la hornilla.
- Chicha de marañon, Chicha de nance, Chicha de piña. A todas se les agrega maíz.
- Se prepara para cualquier evento: Se le agrega dulce de panela o azúcar, canela, plátanos maduros, “Semita de Honduras”, para que le de fuerza.

La mayoría de los ingredientes que se usan para estas comidas y bebidas tradicionales, son naturales y se pueden encontrar o producir en la zona, además forman parte de la biodiversidad que en algunos casos está amenazada o en peligro de extinción. Sin embargo, estos se está perdiendo, ahora la gente come más productos industriales.

## Turismo
- Pozas del Río Sumpul
- En la quebrada El Rodeo hay cascadas. Hay una poza y una cueva hacia adentro de la cascada, esta queda en Honduras.
- En el Macizo de La Montañona, hay un área ejidal perteneciente a la Municipalidad
- Las cuevas de la piedra gato
- La piedra del gallinero que según los pobladores es la casa del cipitio,
- La cueva de los murciélagos que queda bajando de Vainillas a Sumpul.

## Producción artesanal
- En el Caserío Los Planes desde el año 2012 se encuentra una pequeña fábrica de vinos artesanales la cual lleva por nombre "Le Vin De Morales" que traducido al castellano significa "El Vino De Morales"; dicha micro empresa cuenta con dos maracas reconocida las cuales son "Torrentes De La Montañona" (con sabores a Rosa de Jamaica, café, cacao) y su nueva marca "El Viajero" con sabores como jengibre, papa, tamarindo, etc. (Elaborado por Benjamín Morales).
- En Petapa se elaboran hamacas,
- Hay dos fábricas de herrajes y machetes (hechos por Don Pedro), es una producción permanente.
- Se elaboraban objetos de alfarería como por ejemplo: ollas, cántaros, comales y pitos y también se encuentran personas que pueden hacer este tipo de artesanías.
- Entre otras artesanías que se ha detectado y que todavía hay gente que las puede hacer tenemos: dulces de colación y de frutas,

caramelos, conserva de coco, tablillas de chocolate, leche de burra, muñecas de tuza, bordados, coronas de papel, Petates., jabón de aceituno, jabón de fríjol y de aguacate, chaparro corriente y curado.
- Antes se elaboraban tambores de cuero que se usaban en las fiestas y todavía se encuentran algunos anciano que los hicieron y los tocaron.

## Sitios Arqueológicos
- En el Camalote en la Cooperativa Brisas de la Paz se encontraron piedras, jarritos, ollas. Además hay un montículo y se han encontrado piedras de fuego
- En el cantón Potrerillos se encontraron ollas, cantaritos, ahí hay una piedra tiene una huella del casco de ganado.
- Piedra sonadora: esta piedra suena como campana y se encuentra en el Ciprés.
- En el Río Sumpul se encuentran obsidiana en las rocas grandes –Petapa-.
- Cantón Trinidad hay piedras con grabados
- La piedra mesa en las afueras del Centro